# Четрдесетдва мученика из Амореје
Света четрдесетдва мученика из Амореје су били војводе византијског цара Теофила.
Па када цар Теофило изгуби битку против Сарацена око града Амореје, Сарацени узеше град, заробише многе хришћане, међу којима и ове војводе. Остале хришћане или побише или продадоше у ропство, а војводе бацише у тамницу где тамноваху седам година. Више пута долажаху муслимански прваци, да их саветују да приме веру Мухамедову, но војводе не хтеше то ни чути. Када су Сарацени говорили војводама, да је Мухамед прави пророк, а не Христос, упиташе их војводе: „Ако би се два човека препирали о једну њиву, па један рекао: моја је њива, а други: није него моја, притом један од њих имао много сведока, да је његова њива, а други немао ниједног сведока осим себе самог, шта би ви рекли: чија је њива?“ Одговорише Сарацени: „Заиста, онога који има много сведока!“ — Право сте пресудили, одговорише им војводе. Тако је са Христом и Мухамедом. Христос има многе сведоке, старе пророке, које и ви признајете, који сви од Мојсеја па до Јована Претече сведоче о Њему, а Мухамед сам за себе сведочи да је пророк, и нема ниједног сведока. — Постидеше се Сарацени, но тад опет покушаше да бране своју веру овако: „Да је наша вера боља од хришћанске види се по томе, што Бог нама даде победу над вама, и даде нам најбоље земље у свету, и царство много веће од хришћанског“. На то војводе одговорише: „Ако би тако било, онда би и идолопоклонство египатско и вавилонско и јелинско и римско, као и огњепоклонство персијско, биле истините вере, јер у једно време сваки од ових народа побеђивао је остале и владао њима. Очигледно је да ваша победа и сила и богатство не доказују истинитост ваше вере. А ми знамо, да Бог некад даје победу хришћанима, а некад попушта муке и страдање, да их исправи и приведе покајању и очишћењу од грехова“.
После седам година беху посечени, 845. године. Тела им беху бачена у реку Еуфрат, али испливаше на другу обалу где их хришћани сабраше и сахранише.
Српска православна црква слави их 6. марта по црквеном, а 19. марта по грегоријанском календару.